# 2022年10月逝世人物列表
2022年逝世人物列表：1月 - 2月 - 3月 - 4月 - 5月 - 6月 - 7月 - 8月 - 9月 - 10月 - 11月 - 12月
2022年10月逝世人物列表，是用于汇总2022年10月期间逝世人物的列表。

## 依日期排序

### 31日
- 谢庆奎，80歲，中國學者，曾任北京大学政治发展与政府管理研究所所长。[1]
- 何和应，87歲，新加坡画家、现代画会创办人、新加坡文化奖得主。[2]
- 钟玉琢，84歲，中國學者，多媒体技术研究和教育的奠基者和开拓者之一。[3]
- 金元雄（朝鲜语：김원웅），78歲，韩国政治人物，前韓國光復會會長，第14、16、17屆韓國國會議員[4]
- 小宮隆太郎（日语：小宮隆太郎），93歲，日本經濟學家，日本近代經濟學領軍人物。[5]
- 陳克敏，77歲，原空军雷达学院政治委员[6]。

### 30日
- 萊恩·卡拉齊亞（英語：Ryan Karazija），40歲，美國歌手，冰島配乐乐队低吼 (冰岛乐队)主唱。[7]
- 梨泰院踩踏事故罹难者：
  - 李智漢（韓語：이지한），24歲，韓國演員、歌手兼模特兒。[8]
  - 富川芽生（日語：冨川 芽生），26歲，日本女模特兒兼留學生。北海道根室市議員富川步女兒。[9]
  - 金有娜（韓語：김유나），24歲，韓國網紅，韓國職業棒球隊起亞猛虎（Kia Tigers）啦啦隊前隊長。[10]
  - 小槌杏（日語：小槌 杏），18歲，日本留學生，在建國大學留學。[11]
  - 安娜·瑪麗亞·吉澤克（英語：Anne Marie Gieske），20歲，美國留學生，共和黨籍俄亥俄州眾議員布拉德·文斯特普（Brad Wenstrup）外甥女。[12]
- 程樹榛，88歲，中國作家。[13]
- 亞歷山大·皮薩列夫（俄語：Александр Писарев），33歲，俄羅斯綜合格鬥運動員。[14]
- 聖悠紀（日语：聖悠紀），72歲，日本男性漫畫家。肺炎。[15]
- 姜士允，98岁，中国政治人物，甘孜州政协原副主席。[16]
- 李明，105岁，中国政治人物，原玉林地区行署副专员。[17]

### 29日
- 霍旭初，88歲，中國龟兹学专家。[18]

### 28日
- 赵悦贞，74岁，中国政治人物，原石家庄市财政局局长。[19]
- 李勝彥，78歲，台灣經濟學者，國立政治大學金融學院第一任院長。[20]
- 傑瑞·李·劉易斯（英語：Jerry Lee Lewis），87歲，美國歌手。[21]
- 王阿牛，98歲，中國釀酒專家，黄酒泰斗。[22]
- 赫尔曼·E·戴利（英語：Herman E Daly），84歲，美國生態經濟學家。[23]
- 冉砚农，102岁，中国政治人物，贵州省人大常委会原副主任。[24]

### 27日
- 云峻峰，82歲，中國船舶工程師，中国船舶第七一二研究所原所长。[25]
- 李啟明，85歲，香港政治人物，港九勞工社團聯會（勞聯）前主席、前立法會議員。[26]
- 王文敬，86岁，中国政治人物，原九江市人民政府副市长。[27]

### 26日
- 呂勝中，70歲，中國古代藝術家，擅長中國古代剪紙藝術。[28]
- 徐永進，70歲，台灣藝術家及書法家。[29]
- 金英，106歲，中華民國空軍退役飛官，舞台劇和電視演員金士傑的父親。[30]
- 麥可·柏奇（英語：Mike Birch），90歲，加拿大航海家。[31]
- 王贵忱，95歲，中國古文獻版本學家、古錢幣學家、金石學家、歷史學家及書法家。[32]
- 吴劼彝，100岁，中国妇产科医师，复旦大学附属妇产科医院教授。[33]
- 皮埃爾·蘇拉熱（法語：Pierre Soulages），102歲，法國畫家、印刷師和雕塑家。[34]

### 25日
- 陳子福，95歲，台灣電影海報畫家，曾獲得第43屆金馬獎終身成就特別獎。[35]
- 盖铭英，82歲，中國妇产科学家。[36]
- 芭芭拉·库珀（英語：Barbara Cooper），93歲，美國政治人物，田納西州州眾議員。[37]

### 24日
- 楊群，88歲，香港及台灣演員，死於膀胱癌。[38]
- 张左一，92歲，中國剧作家。[39]
- 汪康夫，80岁，中國教師，江西省莲花县琴水小学教师。[40]
- 阿什顿·卡特（英語：Ashton Baldwin Carter），68歲，美國政治人物，2015年至2017年擔任國防部部長。死於心臟病。[41]

### 23日
- 阿薩德·沙里夫，49岁，巴基斯坦记者，被肯尼亚警方槍殺。[42]
- 彭一剛，90歲，中国科学院院士，中國建筑学家。[43]
- 徐宗禹，93岁，中国政治人物，原天津市国营农场管理局局长。[44]
- 文禮治（葡萄牙語：Carlos Melancia），95歲，葡萄牙政府官員，第126任澳門總督（1987－1991年）。[45]
- 利珀爾·佩雪克（捷克語：Libor Pešek），89歲，捷克指揮家。[46]
- 阿穆·哈吉（波斯語：عمو حاجی），94歲，伊朗人，長達67年未洗澡，被喻為“世界上最髒的人”。[47]
- 韓天芑，100歲，中國天文學家。[48]
- 馬米托夫·吐爾遜，95歲，中國人民解放軍中將。[49]

### 22日
- 迪特里希·馬特希茨（德語：Dietrich Mateschitz），78歲，奧地利商人，奥地利紅牛公司創辦人。[50]
- 錢正英，99歲，中國水利水电专家、政治人物，中国工程院院士，中华人民共和国水利电力部部长（1975－1979、1982－1988）、水利部部长（1979－1982）、第七、八、九届全国政协副主席。[51]
- 張瑞玲，51歲，台灣新聞工作者、電視節目主持人。死於癌症。[52]

### 21日
- 工藤壯人（日語：工藤 壮人），32歲，日本足球運動員。效力廣島三箭足球俱樂部 。死於腦積水。[53]
- 徐光春，78岁，中华人民共和国政界及新闻界人物，曾任《光明日报》总编辑、广电总局局长、中共河南省委书记等职。[54]中共二十大代表任上逝世。
- 石興邦，100歲，中國考古學家。[55]
- 林亚刚，71歲，中國刑法学家。[56]
- 聂运贳，87岁，中国政治人物，湖南师范大学原纪委书记。[57]
- 大澤慶己，96歲，日本柔道家，講道館十段，早稻田大學名譽教授，肺炎病逝[58]。
- 王国才，98岁，中国政治人物，曾任四川省交通厅公路局局长。[59]
- 封賴桂霞（英語：Cynthia Lai），68歲，加拿大華裔政治人物，多倫多市議員，膽癌病逝[60]。
- 李漢城，73歲，香港企業家，香港酒店業主聯會執行總幹事[61]。

### 20日
- 张广兴，86岁，中国政治人物，河南省政协原副主席。[62]
- 静婷，88岁，香港及台灣歌手，自然死亡。[63]
- 安东·唐契甫，90歲，保加利亚历史小说作家、历史剧作家[64]。
- 朱科豐，53歲，台灣特技指導，第58屆金馬獎「最佳動作設計獎」得主。死於大腸癌。[65]

### 19日
- 魏达志，68岁，中国经济学家，深圳大学经济学院教授。[66]
- 仲本工事，81歲，日本喜劇演員、音樂家。死於交通事故。[67]
- 陳冀勝，90歲，中國軍事醫學與藥物化學專家，中国工程院院士。[68]
- 刘惠明，93歲，中國表演艺术家。[69]
- 汤蕴璆，91歲，中國电机专家。[70]
- 潘振铎，98岁，中国政治人物，原宁波电业局副局长。[71]
- 许道明，98岁，中国政治人物，原安徽工学院副院长。[72]
- 丁宗平，年齡不詳，台灣政治人物。雲林台西鄉海南村村長。[73]

### 18日
- 奧勒·埃勒夫塞特（挪威語：Ole Ellefsæter），83歲，挪威男子越野滑雪運動員。心搏停止而逝。[74]
- 馬志玲，82歲，臺灣企業家，元大集團創辦人。[75]
- 楊慈心（英語：Shaelyn Tzu-Hsin Yang），31歲，台裔加拿大皇家騎警，執勤時遇刺殉職。[76]
- 王迪，44歲，中國舞蹈家。[77]
- 上官鸿南，90歲，中國历史地理学家。[78]
- 黃衍，67歲，英國、紐西蘭語言學家。[79]
- 李明豫，81歲，中國政治人物，曾任中央国家机关工委副书记（1990年－2001年）。[80]
- 張異昌，66歲，台灣商人，台中地產大亨。[81]

### 17日
- 黃義交，69歲，台灣政治人物，曾任立法委員（2004年－2012年），墜樓身亡。[82]
- 李永进，88岁，中国政治人物，河北省人大常委会原副主任。[83]
- 鄭文霞，93歲，香港演員，粵語片甘草演員、前香港麗的電視及亞洲電視甘草演員。[84]

### 16日
- 約瑟夫·索姆爾（捷克語：Josef Somr），88岁，捷克電影演員，演出作品包括《玩笑》、《嚴密監視的列車》等[85]。
- 楊永昌，71歲，台灣政治人物，前台中市議員。[86]
- 朱纯宣，80岁，中国政治人物，湖北省人大常委会原副主任。[87]
- 班傑明·希維勒提（英語：Benjamin Richard Civiletti），87歲，美國政治人物，1979年至1982年曾擔任美國司法部長[88]。
- 王琳芳，93歲，中国工程院院士，中國醫學分子生物學家。[89]
- 张世彦，84歲，中国壁画家。[90]
- 片桐夕子（日語：片桐 夕子），70歲，日本演員。[91]

### 15日
- 徐博，42岁，中国记者。[92]
- 陳堅雄，51岁，中國國家一級演員，廣州相聲藝術團團长，知名於電視劇《外來媳婦本地郎》中飾演蘇貴元一角，死於心肌梗塞。[93]
- 米卡本（Mikaben），41歲，海地男歌手，在巴黎表演時因心臟衰竭倒地身亡。[94]
- 阿布·哈桑·哈希米·库拉希，伊斯兰国第三任哈里发，被自由叙利亚军在军事行动中击毙。[95]
- 胡鑫宇，15歲，江西省上饒市铅山县私立致远中学高一學生，“胡鑫宇失蹤案”當事人，自縊身亡。

### 14日
- 亚历山德罗斯·尼古拉迪斯（希臘語：Αλέξανδρος  Νικολαΐδης），42歲，希臘跆拳道選手，2004、2008年夏季奧運會跆拳道重量級銀牌得主[96]。
- ，72歲，蘇格蘭演員。知名於《哈利波特》系列電影中飾演海格一角。[97]
- 严其昌，73岁，中国画家，曾任武汉书画院副院长、武汉市文史研究馆馆员。[98]
- 陶锦春，86岁，中国政治人物，民革广元市委首任主委。[99]
- 凱·帕克（英語：Kay Taylor Parker），78岁，美國前成人電影演員靈學導師和顧問，死於癌症[100]。
- 泰德·懷特，本名 Alex Bayouth），96歲，美國電影特技演員和替身，在十三號星期五系列電影飾演過面具殺人魔傑森，也擔任過男演員約翰·韋恩、克拉克·蓋博等的替身[101]。

### 13日
- 傑夫·巴納比（英語：Jeff Barnaby），46歲，加拿大導演，死於癌症。[102]
- 布魯斯·蘇特（英語：Howard Bruce Sutter），69岁，美國棒球运动員，2006年入選美國國家棒球名人堂。[103]
- 陆净民，86岁，中国政治人物，南京市建邺区委原书记。[104]
- 孙勇，96岁，中国人民解放军中将，毛泽东警卫员，原中央警卫局副局长兼中央警卫团团长。[105]
- 尤里·克爾帕登科（烏克蘭語：Керпатенко Юрій Леонідович），46歲，烏克蘭指揮家，在俄占赫尔松遭俄軍槍擊身亡。（死訊公開日）[106][107]
- 詹姆斯·麥克迪維特（英語：James Alton McDivitt），93歲，美國太空人[108]。
- 丁文昌，90歲，中國人民解放軍高級將領，空軍上將軍階。[109]

### 12日
- 北村克哉，36歲，日本健身網紅、退役摔角運動員。[110]
- 河野悅隆（日語：河野 悅隆），57歲，日本動畫師。[111]
- 黄凯，67岁，中国政治人物，沈阳市人大常委会原副主任。[112]
- 吴江，73岁，中国剧作家，中国国家京剧院原院长。[113]
- ，80歲，美國籃球員，曾效力NBA費城76人隊。[114]
- 王述春，85岁，中国政治人物，曾任长春市供销合作社联合社副主任。[115]
- 刘慎权，92岁，中国计算机辅助设计与计算机图形学专家，中国科学院计算技术研究所研究员。[116]
- 何志成，92岁，中国抗美援朝老兵，第三届全国道德模范提名奖获得者。[117]
- 吳忠慶，台灣政治人物，台南市仁德區二行里長。[118]

### 11日
- 周家鴻，29歲，中華民國行政院網路社群工作者，輕生（遺體發現日）。[119]
- 纪永存，86岁，中国政治人物，原大庆石油管理局副总会计师。[120]
- 前田耕作，89歲，日本古代文化研究學者，長年致力於阿富汗巴米揚佛教遺跡的調查與保護。死於癌症。[121]
- 花艳君，93岁，中国晋剧表演艺术家，花派艺术创始人。[122]
- 松永光（日語：松永 光），93歲，日本政治人物，曾任日本眾議員、大藏大臣、通商產業大臣、文部大臣。[123]
- 安吉拉·蘭斯伯里女爵士（英語：Dame Angela Lansbury），96歲，英國演員。[124]
- 陈继周，101岁，中国军事人物，原武汉军区后勤部副部长。[125]

### 10日
- 曾永義，81歲，台灣戲曲、俗文學、詩歌、民俗藝術學者，中華民國中央研究院第30屆院士。[126]
- 穆拉亚姆·辛格·亚达夫（英語：Mulayam Singh Yadav），82歲，印度政治人物，印度社会主义党创始人。[127]
- 徐崇宝，85岁，中国土木工程专家，哈尔滨工业大学教授。[128]
- 塞尔吉奥·布里根蒂（義大利語：Sergio Brighenti），90歲，義大利足球運動員、教练，選手時期效力過摩德纳、都靈、國際米蘭、特里斯蒂納、桑普多利亞等俱樂部，也入選過義大利國家隊，死於心臟病。[129]
- 茅沅，96歲，中國指揮家。[130]

### 9日
- 艾琳·萊恩，94歲，美國電影女演員，演員西恩·潘的母親。[131]
- 赵树彦，62歲，中國選煤專家，国华科技跨国集团董事长。[132]
- 黄生秋，67岁，中国政治人物，邵阳市人大常委会原副主任。[133]
- 田滋茂，74岁，中国政治人物，曾任中国作家协会书记处书记。[134]
- 布魯諾·拉圖爾（法語：Bruno Latour），75歲，法國哲學家、人類學家、社會學家。行動者網絡理論開創者之一。死於胰臟癌。[135]
- 张登贵，77岁，中国政治人物，曾任江苏省高淳县政协副主席。[136]
- 王岱明，90岁，中国儿科感染病专家，原复旦大学附属儿科医院传染科主任。[137]
- 托尼·德卢卡（英語：Tony DeLuca），85歲，美國政治人物，賓州州眾議員。[138]

### 8日
- 彼得·托賓（英語：Peter Tobin），76歲，蘇格蘭連環殺人犯和性侵犯，被控犯下1991年至2006年間的三起謀殺案，被定罪處以終身監禁，服刑期間病逝於蘇格蘭愛丁堡皇家醫院[139]。
- 刘君璞，59岁，中国西瓜研究专家，中国农业科学院郑州果树研究所原所长。[140]
- 帅经芝，81岁，中国作家，原上饶地区文联主席。[141]
- 夏柔则，85岁，中国供水行业专家，上海市自来水公司副总工程师。[142]
- 张国福，92岁，中国法制史学者，北京大学法学院教授。[143]
- 陈明仙，92岁，中国作家，曾任中国作家协会对外联络部副主任。[144]
- 陈海林，100岁，中国军事人物，兰州军区空军原副司令员。[145]
- 傑本·卡斯坦斯（荷蘭語：Gerben Karstens），80歲，荷蘭職業自行車選手，1964年東京奧運自行車男子團體計時賽金牌得主。[146]
- 松原千明（日語：松原 千明），64歲，日本女星。[147]
- 張彥寧，94歲，中國政治人物，曾任國家經濟體制改革委員會副主任、黨組成員，國務院生產辦公室副主任、第八屆全國人大代表、常委會委員。[148]

### 7日
- 皮姆帕彭·丽努塔蓬，38岁，泰国女演员。[149]
- 丁耘，53岁，中國企業界人物，华为高管，华为监事会副主席。[150]
- 刘高恩，83岁，中国航空发动机燃烧学家，北京航空航天大学教授。[151]
- 比尔·尼德（英語：Bill Nieder），89岁，美国田径运动员。[152]
- 一柳慧（日語：一柳 慧），89岁，日本男性作曲家、鋼琴師。[153]
- 陈觉万，90歲，中國歷史學家，華僑大學校長（1988年－1993年），第七屆全國人大代表，第八屆全國政協委員。[154]
- 张举之，96岁，中国口腔医学教育家，原四川医学院附属口腔医院院长。[155]
- 方初善（中国朝鲜语：／），89岁，朝鲜族，中国女高音歌唱家。[156]

### 6日
- 莎拉·李（英語：Sara Ann Lee），30歲，美國電視名人、職業摔角選手。[157]
- 徐耀群，40歲，台灣登山家。[158]
- 吴思刚，62岁，中国道路工程领域专家，哈尔滨工业大学教授。[159]
- 李波，80歲，中國畫家。[160]
- 王维民，98岁，中国政治人物，原杭州市第四人民医院院长。[161]
- 丁光生，101岁，中国药理学家，中国科学院上海药物研究所研究员。[162]

### 5日
- 贾兰·恩甘迪（羅馬化：Jaran Ngamdee），49岁，泰国演员，代表作《拳霸》、《大城武士》、《达信王》、《女魔》。[163]
- 马传国，56岁，中国粮油食品领域专家，河南工业大学教授。[164]
- 高向鵬，67歲，台灣資深藝人、台語歌手，中風。[165]
- 芭芭拉·施塔姆（德語：Barbara Stamm），77歲，德國政治人物。[166]
- 郑法清，84岁，中国作家，百花文艺出版社原总编辑。[167]
- 李怡，86歲，香港專欄作家、時事評論家，病逝。[168]
- 简元和，86岁，中国体育界人物，深圳市足球俱乐部创建者之一、原俱乐部副主任、首任领队。死於突发心肌梗塞。[169]
- 顾文霞，91岁，中国工艺美术大师，原苏州刺绣研究所所长。[170]
- 近石真介，91歲，日本配音員，曾擔任動畫《海螺小姐》中的角色河豚田鱒男的初代配音。[171]
- 尹伯生，92岁，中国作家，贵州省作家协会原秘书长。[172]
- 孙其云，93岁，中国政治人物，原哈尔滨市第四医院党委书记。[173]
- 朱银居，96岁，中国新四军人物，原江西省南昌五金批发公司经理。[174]
- 瓊·莫拉爾·塔雷斯，101歲，西班牙足球運動員，曾協助巴塞羅那足球俱樂部奪得1938年加泰罗尼亚联赛冠军。[175]

### 4日
- 贺朝贤，77岁，中国政治人物，中共哈尔滨市委组织部原部长。[176]
- 夏南，80岁，中国空气动力学家，上海大学教授。[177]
- 张秋生，83岁，中国儿童文学作家，少年报社原总编辑。[178]
- 洛丽塔·琳恩（英語：Loretta Lynn）， 90歲，美國歌手。[179]
- 刘政权，94岁，中国政治人物，原北京外国语学院副院长。[180]
- 陈汝明，98岁，中国政治人物，中共南通市委党校原副校长。[181]
- 田中茂樹，91歲，日本馬拉松選手，廣島原爆倖存者，1951年波士頓馬拉松冠軍[182]。

### 3日
- 查拉莱，泰国小说家，多部小说作品曾被影视化。[183]
- 弗洛林·扎洛米尔（羅馬尼亞語：Florin Zalomir），41岁，罗马尼亚击剑运动员，死于自杀。[184]
- 金政基（韓語：김정기），47歲，韓國插畫師、藝術家，心臟病發逝世。[185]
- 阮吉寿，61岁，中国生物信息学家，南开大学教授。[186]
- 吴建国，66岁，中国微生物学家。[187]
- 楊翠華，68歲，台灣歷史學者，專研近代中國科技史，曾任中研院近代史研究所研究員及清華大學歷史研究所教授。[188]
- 丁爱谱，78岁，中国社会工作者，中共十八大代表。[189]
- 张广增，83岁，中国政治人物，原青海省邮电学校副校长。[190]
- 赵宝山，85岁，中国政治人物，原宁夏回族自治区地矿厅厅长。[191]
- 何栋材，85岁，中国政治人物，原广播电影电视部副部长，第九、十届全国政协委员。[192]
- 谢凝高，88岁，中国地理学家，北京大学城市与环境学院教授。[193]
- 王宏范，89岁，中国政治人物，河南省人大常委会副主任（1993年－1998年）。[194]

### 2日
- 杨吉平，52岁，中国企业人物，国家能源集团副总经理（2011年起）。[195]
- 曲秀全，56岁，中国机械设计专家，哈尔滨工业大学副教授。[196]
- 萨钦·小羽毛（英語：Sacheen Littlefeather），75歲，美国演员及原住民权利活动人士。[197]
- 徐森林，82岁，中国数学家，中国科学技术大学教授。[198]
- 冯钟平，86岁，中国建筑教育家，清华大学建筑学院教授。[199]
- 風間銳二（日語：かざま 鋭二），75岁，日本漫畫家。[200]

### 1日
- 马跃，77岁，中国编舞家，中央民族大学原艺术学院院长。[201]
- 安東尼奧·豬木（日語：アントニオ 猪木），本名猪木宽至，79歲，日本政治人物，退役職業摔角選手及綜合格鬥家。曾任日本參議院議員。死於澱粉樣變性病。[202]
- 洛里·I·洛基（英語：Lorry I. Lokey），95岁，美国商人，美國商業資訊创始人。[203]
- 王绍明，95岁，中国抗美援朝志愿军军人。[204]